# Ermsdorf
Ermsdorf var tidigare en kommun i Luxemburg. Den ligger i kantonen Canton de Diekirch och distriktet Diekirch, i den centrala delen av landet, 25 kilometer norr om huvudstaden Luxemburg.
Från 1 januari 2012 ingår detta område i kommunen Vallée de l’Ernz.

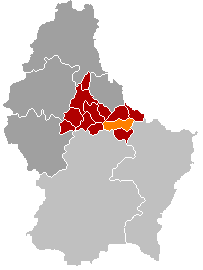
Ermsdorf markerad med orange i karta över Luxemburg

I omgivningarna runt Ermsdorf växer i huvudsak blandskog. Runt Ermsdorf är det ganska tätbefolkat, med 100 invånare per kvadratkilometer.